# Gabriel Rosado
Gabriel „Gab(e)“ Rosado (* 14. Januar 1986 in Philadelphia) ist ein US-amerikanischer Profiboxer im Mittelgewicht und Supermittelgewicht.

## Karriere
Rosado begann erst im späten Alter von 18 Jahren mit dem Boxen und kam unter die Fittiche des Trainers Billy Briscoe. Nach einigen Amateurkämpfen, laut unterschiedlichen Quellen 11 bis 17, wechselte er 2006 ins Profilager. Sein Debüt gewann er am 13. Januar in der ersten Runde gegen Phil Hicklin. In seiner folgenden Laufbahn erreichte er zwar nur eine durchwachsene Kampfbilanz, wurde jedoch aufgrund seines aggressiven Kampfstils und seines Kämpferherzens sehr populär.
Bis Ende 2012 gewann er 21 von 26 Kämpfen, davon 13 vorzeitig. Zu den besiegten Gegnern zählten James Moore (15-0), Ex-IBF-Weltmeister Kassim Ouma (26-5), Saul Roman (32-5), Ayi Bruce (20-3), Jesús Karass (24-6) und Sechew Powell (26-4). Seine Niederlagen kamen unter anderem gegen Fernando Guerrero (12-0), Alfredo Angulo (15-1) und Derek Ennis (21-2) zustande.
Am 19. Januar 2013 boxte er im New Yorker Madison Square Garden um die Weltmeistertitel der WBA und IBO im Mittelgewicht gegen den 9:1-Favoriten Gennadi Golowkin (24-0, 21 K. o.). Rosado ging zwar nicht zu Boden, erlitt jedoch eine schwere Cutverletzung am linken Auge und lag nach Punkten im Rückstand, weshalb seine Ringecke nicht zuletzt aufgrund seiner Gesichtsverletzungen das Handtuch warf und den Kampf damit beendete.
Sein nächster Kampf im Mai 2013 endete wertungslos, nachdem sein Gegner J’Leon Love (15-0) positiv auf Doping getestet wurde. Am 26. Oktober 2013 boxte er noch um den Weltmeistertitel der WBO im Mittelgewicht gegen Peter Quillin (29-0), wurde jedoch erneut aufgrund einer schweren Cutverletzung vom Ringrichter in der zehnten Runde aus dem Kampf genommen.
2014 verlor er gegen Jermell Charlo (22-0) und David Lemieux (32-2). 2014 boxte er bei „Big Knockout Boxing“ (BKB), einer Boxserie die ohne Ring, Seile und Ringecken, sowie dreiminütigen Runden ausgetragen wird. Er gewann dabei durch einen T.K.o.-Sieg gegen Brian Vera den Titel des BKB-Mittelgewichts-Meisters. Ein weiterer Kampf gegen Curtis Stevens endete unentschieden. Im Film Creed – Rocky’s Legacy spielt er einen Boxer.
Im Dezember 2015 besiegte er Joshua Clottey (39-4) und im Juni 2016 Antonio Gutiérrez (20-1). Gegen Martin Murray (34-4) verlor er im April 2017 in Liverpool durch Mehrheitsentscheidung. Im Oktober 2017 besiegte er Glen Tapia (23-4) durch technischen Knockout in der sechsten Runde.
Nach einem Unentschieden gegen Luis Arias (18-1) verlor er im März 2019 nach Punkten gegen Maciej Sulęcki (27-1). Im Kampfverlauf waren beide Boxer je zwei Mal am Boden. Im Dezember 2019 siegte er nach Punkten gegen Humberto Ochoa (33-8). Am 27. November 2020 verlor er knapp durch Split Decision nach Punkten gegen Daniel Jacobs (36-3).
Am 19. Juni 2021 besiegte er überraschend den 2019 ins Profilager gewechselten Amateurstar Bektemir Meliqoʻziyev (7-0) durch K. o. in der dritten Runde und gewann dadurch die Titel WBA Continental Americas und WBO International im Supermittelgewicht. Im November 2021 verlor er nach Punkten gegen Jaime Munguía (37-0).